# Julie Fowlis
Julie Fowlis es una intérprete de música celta originaria de Escocia (Reino Unido), que canta principalmente en gaélico escocés.

## Biografía

### Carrera musical
Fowlis creció en North Uist, una isla de las Hébridas Exteriores, una comunidad de mayoría gaélicohablante. Desde muy pequeña, se involucró con la música tradicional y aprendió a cantar, a bailar y a tocar la gaita.

## Discografía

### En solitario
- Mar a tha mo chridhe (2005)
- Cuilidh (2007)
- Uam (2009)
- Live at Perthshire Amber (2011)

#### Singles
- Turas san Lochmor, de Cuilidh.
- Hùg Air A' Bhonaid Mhòir, de Cuilidh.
- Lon Dubh / Blackbird, versión de Blackbird de The Beatles en gaélico.
- Touch the sky, tema principal de la banda sonora de Brave.